# Gisèle Moulié
Gisèle Moulié, née le 20 septembre 1944 à Bonac-Irazein, est une féministe française de la deuxième vague. Elle travaille aux PTT tout au long de sa carrière : d'abord au central téléphonique de Lyon-Inter puis au Centre des chèques postaux de Paris. Elle participe à la création du syndicat Sud-PTT.

## Politique
Gisèle Moulié s'est impliquée dans plusieurs syndicats et partis politiques.
Dès 1964, elle rejoint la CFTC du CCP de Paris, et reste dans le syndicat quand il se transforme en CFDT, fin 1964.
Son militantisme se développe avec les événements de Mai 68 : elle participe activement aux grèves et occupations des locaux au sein des Chèques postaux,. Elle développe sa pensée politique via de nombreuses lectures, comme la revue Cahiers du féminisme.
Elle rejoint ensuite le PSU en 1969. Elle le quittera en 1973 pour adhérer à la Ligue communiste révolutionnaire.
En 1989, à la suite de l'exclusion du syndicat CFDT du CCP de la centrale nationale, elle participe à la création du syndicat Sud-PTT. Elle est d'abord détachée au bureau fédéral du syndicat entre 1989 et 1993, puis responsable nationale de l’ensemble des adhérents des Centres des chèques postaux à Sud-PTT. Elle s'implique également dans la commission « femmes » de SUD-Solidaires.
En 1990, Gisèle Moulié quitte la Ligue communiste sur la base de désaccords politiques, tant sur les positions générales du parti que sur son positionnement en soutien de l'armée russe en Afghanistan.
Entre 2005 et 2016, après son départ à la retraite, Gisèle Moulié est défenseuse syndicale au Conseil de prud'hommes pour l'Union locale Solidaires de Montreuil.

## Carrière
Gisèle Moulié passe le concours d'entrée aux PTT en 1961. Elle est d'abord employée au central téléphonique de Lyon-Inter, puis devient agent d'exploitation au Centre des chèques postaux de Paris en 1964.
Elle travaille avec environ dix mille autres femmes, essentiellement venues de province. Les hommes n'occupent pas le même emploi qu'elle : ils sont soit cadres (en horaires de journée), soit travaillent au centre de tri (de nuit). La semaine de travail est alors de 42 h 30, sans droit syndical.
À la suite des événements de mai 68, auxquels Gisèle Moulié a activement participé, la semaine de travail passe à 39 h.  La syndicaliste contribue à animer la branche locale de la CFDT, avec une volonté d'autogestion au sein du CCP.
Elle contribue notamment à organiser une manifestation devant le ministère des PTT en 1972, et participe à la grève massive des PTT en 1974.